# دکین (آلکین)

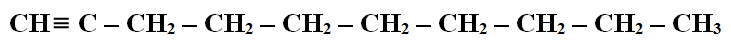
ساختار شیمیایی 1-دکین

دکین می‌تواند به یکی از ترکیبات شیمیایی زیر اشاره داشته باشد:
- ۱-دکین
- ۲-دکین
- ۳-دکین
- ۴-دکین
- ۵-دکین